# Dizzie Tunes
Dizzie Tunes var en showgrupp från Skien och Porsgrunn i Norge. Gruppen var verksam 1959–2001 och samarbetade ofta med Grete Kausland, Wenche Myhre och Benny Borg. 

## Historik
Gruppen bildades 1959 av Yngvar Numme och Svein Helge Høgberg, när de båda var cirka 15–16 år gamla. Första scenföreställningen skedde den 31 mars 1959, då man presenterades under namnet Rex. Namnbytet skedde efter att viss sammanblandning med kondommärket Durex.

### 1960-talet
Från 1961 och under resten av gruppens existens inkluderade man även Tor Erik Gunstrøm, Einar Idland och Øyvind Klingberg. Från början var Dizzie Tunes ett popband, men snart utvecklades gruppen till en showgrupp med Yngvar Numme och Tor Erik Gunstrøm som komiska frontfigurer. 1963 skivdebuterade de med låten "Mette", namngiven efter den Skien-bördiga Mette Stenstad som blivit korad till Miss Europa.
Under 1960-talet samarbetade de ofta med Wenche Myhre. Deras samarbete 1966 med Myhres och Ivar Medaas sommarföreställning "Å, så heldige vi er" sammanföll med att Dizzie Tunes övergick till en professionell verksamhet. Dizzie Tunes blev därefter mycket populära i Norge genom sina krogshower och revyer (från 1967). Åtskilliga säsonger spelade de för fulla hus på Chat Noir i Oslo. 
I slutet av 60-talet gjorde de sitt första besök i Sverige med en lyckad show på gamla Hamburger Börs.

### Senare år
De nådde 1970 Svensktoppen med låten "Långe Jan". Två år senare nådde Dizzie Tunes en större uppmärksamhet genom deltagande i barn-TV-programmet Ra-ta-ta.
1972 engagerade de även sångerskan och komikern Grethe Kausland till sin revy, ett samarbetet som kom att vara i 25 år. Med Kausland nådde de 1974 Norsktoppen med låten "Kom igjen, kom igjen". Det året förstärktes Dizzie Tunes även med Göteborgsfödde sångaren Benny Borg (samtidigt som Øystein Sunde utgick ur gruppen) som kom att tillhöra gruppen under de kommande 17 åren. Både Kausland och Borg rekryterades till gruppen med erbjudanden om tre veckor långa engagemang, och de deltog i gruppen som fasta medlemmar fram till 1985.
Många av Dizzie Tunes uppsättningar blev stora publikframgångar, både i Norge och i Sverige. I Sverige gästspelade gruppen ofta på Intiman i Stockholm och på Lisebergshallen i Göteborg. 1900-talsshowen Dizzie og Damene lockade totalt 247 000 åskådare.
De fick mottaga Lisebergsapplåden 1991. Efter 42 år på scenen var det dags att sätta punkt för showkarriären. Avskedsföreställningen ägde rum 2001 på Hotel Klubben i Tønsberg, en scen som de för första gången stod på 1972 och därefter återkom till många gånger.

### Framgångar och erkännande
Under sin 42 år långa karriär stod Dizzie Tunes på scen vid 6 700 tillfällen, inför fler än 7 miljoner åskådare (oräknat TV-tittare). 2017 blev Dizzie Tunes invalt i Rockheim Hall of Fame, och gruppen har även fått motta Jens Book-Jenssens minnespris, Spelemannprisen för bästa barnskiva utöver kulturpriser både från Skiens och Porsgrunns kommuner.
Gruppens största framgångar på skiva blev singlarna "Store føtter" (1964) och "I et bitte lite miniskjørt" (1968), samt de tre albumen kopplade till barn-TV-programmet Ra-ta-ta-ta-ta (1971–1973).

## Medlemmar
- Yngvar Numme – sång, trumpet[1]
- Tor Erik Gunstrøm – trummor,[1] sång
- Øyvind Klingberg – klaverinstrument,[1] sång
- Svein Helge Høgberg – basgitarr,[1] sång
- Einar Idland – gitarr,[1] sång

## Diskografi (urval)
Album
- 1967 – Dizzie Tunes
- 1967 – God Jul... i juleselskap med Dizzie Tunes
- 1969 – 12 x Dizzie Tunes
- 1969 – The New Sound of Edvard Grieg/Folk Music
- 1970 – Svensktoppen Favoritter
- 1971 – Ra-ta-ta-ta-ta-ta-ta-ta (med Åse-Lill Nilsen)
- 1972 – Mere Ra-ta-ta-ta-ta-ta-ta-ta (med Grethe Kausland)
- 1972 – Toppopp 1 (med Grethe Kausland)
- 1973 – Den aller siste Ra-ta-ta-ta-ta-ta-ta-ta
- 1973 – Hei-Hå Hei-Hå (med Grethe Kausland)
- 1973 – Norsklåt (med Grethe Kausland)
- 1975 – Tut og kjør (med Grethe Kausland)
- 1976 – På Go'fot (med Grethe Kausland & Benny Borg)
- 1977 – Glad Jul (med Trill og Trall)
- 1982 – Memories of Music (med Grethe Kausland & Benny Borg)
- 1982 – ... i juleselskap med Dizzie Tunes
- 1984 – Jubel 25
- 1991 – Go'biter - Live At Dizzie (med Grethe Kausland & Benny Borg)

Singlar
- 1966 – "Ann Kristin" / "Sport Mustang"
- 1966 – "Good Day Sunshine" / "Here, There and Everywhere"
- 1966 – "Porten står åpen" / "Jolly Bob fra Aberdeen"
- 1972 – "Ooh-wakka-doo-wakka-day" / "Hvit som en orkidé"
- 1974 – "Kom igjen, kom om igjen" / "Jeg har det bra" (med Grethe Kausland)